# Laurence Wolsey
Laurence Alexander Wolsey (Londres, 14 de maio de 1945) é um matemático britânico.

## Formação e carreira
Wolsey obteve o bacharelado em 1966 na Universidade de Oxford e obteve um doutorado em 1969 no Instituto de Tecnologia de Massachusetts, orientado por Jeremy Frank Shapiro, com a tese Mixed Integer Programming: Discretization and the Group Theoretic Approach. De 1969 a 1971 foi lecturer visitante na Manchester Business School e depois professor na Universidade Católica de Louvain (Center for Operations Research and Econometrics, CORE). Em 1993 foi presidente da Universidade Católica de Louvain.

## Prêmios e honrarias
- 1989: Prémio Frederick W. Lanchester[3]
- 1994: Medalha de Ouro EURO[4]
- 2012: Prêmio George B. Dantzig
- 2012: Prêmio Teoria John von Neumann

## Obras
- com George Nemhauser: Integer and Combinatorial Optimization, Wiley 1988
- com Yves Pochet: Production planning by mixed integer programming, Springer Verlag 2006
- Integer Programming, Wiley 1998
- com George Nemhauser, Marshall Fisher: An analysis of approximations for maximizing submodular set functions I, Mathematical Programming, Volume 14, 1978, p. 265–294